# Thilo Röscheisen
Thilo Röscheisen (* 19. August 1971 in München) ist ein österreichischer Drehbuchautor und Verleger.

## Leben
Thilo Röscheisen ist in München geboren und aufgewachsen. Nach seinem Studium arbeitete er zunächst als Dramaturg und Drehbuchberater (Script Consultant). 2009 schrieb er zusammen mit Kit Hopkins sein erstes Drehbuch für den Fernsehfilm Schutzlos, für das er mit dem Juliane-Bartel-Preis 2010 ausgezeichnet wurde. Schutzlos hatte 2009 unter dem Titel Illegal seine Uraufführung auf dem Filmfest München und erhielt im selben Jahr den Fernsehbiber als bester Fernsehfilm der Biberacher Filmfestspiele. Ebenfalls gemeinsam mit Kit Hopkins verfasste er das Drehbuch für den Kinofilm Ballon von Michael „Bully“ Herbig.
Im Jahr 2014 gründete er das Testportal AllesBeste, das er 2023 an die Frankfurter Allgemeine Zeitung verkaufte. Seit August 2023 erscheinen die redaktionellen Inhalte unter dem Namen „F.A.Z. Kaufkompass“ auf dem Nachrichtenportal FAZ.NET. Röscheisen ist weiterhin Geschäftsführer und Gesellschafter der F.A.Z. Kaufkompass GmbH.

## Filmografie (Auswahl)
- 2009: Schutzlos
- 2009: Cargo
- 2011: Mein verrücktes Jahr in Bangkok
- 2015: Starfighter – Sie wollten den Himmel erobern
- 2018: Ballon

## Auszeichnungen
- 2010: Juliane-Bartel-Preis für Schutzlos (gemeinsam mit Kit Hopkins)

## Verschiedenes
Röscheisen ist der Bruder des österreichisch-amerikanischen Unternehmers Martin Roscheisen.